# 里斯本 (新罕布什爾州)
里斯本（英語：Lisbon）是一個位於美國新罕布什爾州格拉夫頓縣的鎮。

## 人口
根據2020年美國人口普查的數據，里斯本的面積為69.10平方千米，當中陸地面積為68.00平方千米，而水域面積為1.10平方千米。當地共有人口1621人，而人口密度為每平方千米23人。